# Konrad Grilc
Konrad Grilc, slovenski telovadec, * 25. oktober 1909, Celje. - u. maj 1942, Maribor.
Grilc je nastopil na dveh poletnih olimpijskih igrah, za Kraljevino Jugoslavijo leta 1936 v Berlinu in za Federativno ljudsko republiko Jugoslavijo leta 1948 v Londonu. Obakrat je tekmoval v osmih disciplinah, najboljši rezultat pa je obakrat dosegel v ekipnem mnogoboju, kjer je bil na igrah v Berlinu šesti, v Londonu pa deseti.